# 에밀리아 메르네스
에밀리아 메르네스(Emilia Mernes, 1996년 10월 29일 ~ )는 아르헨티나의 싱어송라이터, 모델, 배우이다.

## 음반 목록
- Tú Crees En Mí? (2022)
- .MP3 (2023)